# Aldea Asunción
Aldea Asunción é uma junta de governo da Entre Ríos, na Argentina.